# 米楚尔斯基山脉
米楚尔斯基山脉（俄语：Мицульский Хребет）是萨哈林岛南部的山，系西萨哈林山脉一部，位于奈巴河和斯列德尼亚亚河间，属萨哈林州，最高点米楚尔山海拔793米。该山脉以毕生奉献给萨哈林州发展的农学家米哈伊尔·谢苗诺维奇·米楚尔命名。